# Vette più distanti dal centro della Terra
Sebbene la vetta dell'Everest sia il punto più alto del pianeta rispetto al livello del mare, esso non rappresenta il punto più distante dal centro della Terra. A causa del rigonfiamento equatoriale, i punti più distanti dal centro della Terra sono le cime situate nei dintorni dell'Equatore (la vetta del Chimborazo nelle Ande è ben 2.168 m più lontana dal centro della Terra rispetto alla cima dell'Everest), tra cui l'Huascarán nelle Ande, secondo al Chimborazo per soli 10 m di dislivello.

| Montagna     | Distanza dal centro della Terra (km) | Altezza sopra il livello del mare (m) | Latitudine | Paese    |
| ------------ | ------------------------------------ | ------------------------------------- | ---------- | -------- |
| Chimborazo   | 6.384,4                              | 6.267                                 | 1°28'9"S   | Ecuador  |
| Huascarán    | 6.384,4                              | 6.768                                 | 9°7′17″S   | Perù     |
| Yerupaja     | 6.384,3                              | 6.655                                 | 10°16′01″S | Perù     |
| Cotopaxi     | 6.384,1                              | 5.897                                 | 0°40′50″S  | Ecuador  |
| Huandoy      | 6.384,0                              | 6.395                                 | 9°01′38″S  | Perù     |
| Kilimangiaro | 6.384,0                              | 5.895                                 | 3°4′33″S   | Tanzania |